# 果乾

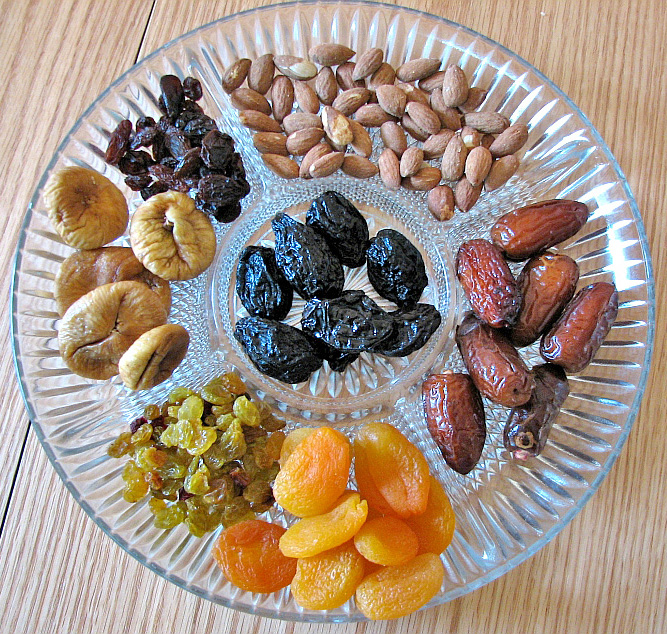
各款果干

果干（英語：Dried fruit）是已去除水份的水果，通常用日晒、烘干等方法。常见的果干有葡萄、椰棗、歐洲李、梅、杏、蔓越橘、無花果等。美索不达米亚4000多年前就已出现果干。

## 東亞常見果乾

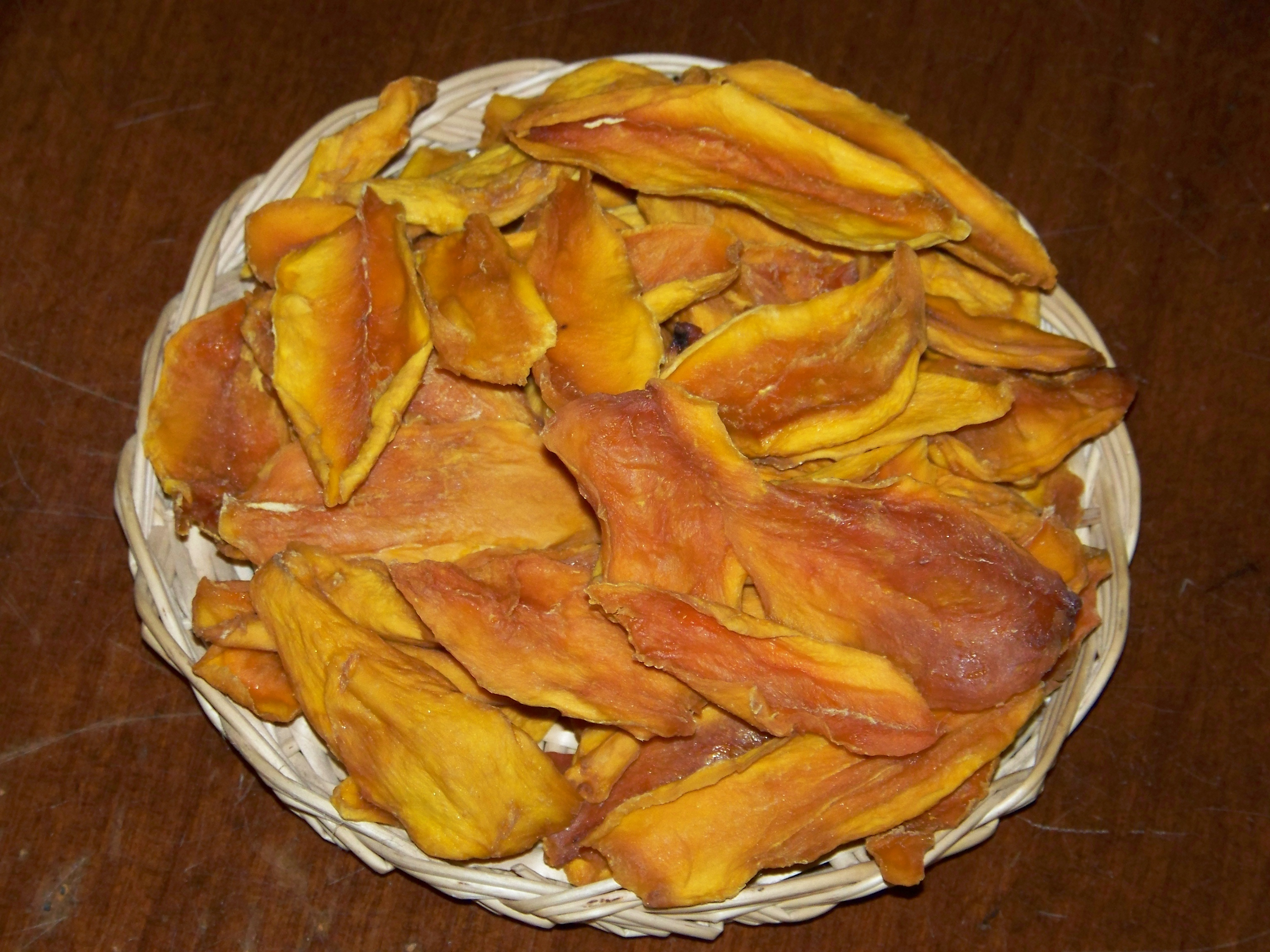
芒果乾

- 芒果乾
- 芭樂乾
- 鳳梨乾
- 榴槤乾

此外還有草莓乾、番茄乾等物。

## 相關
- 蜜餞，果干的一種